# امتياز عباسي
امتياز عباسي (6 فبراير 1968 - ) هو لاعب كريكت باكستاني.

## وصلات خارجية
- امتياز عباسي على موقع إي آس بي آن كريك إنفو (الإنجليزية)